# Entrochus
Cassandra es un género de foraminífero bentónico considerado un sinónimo posterior de Cassidulina de la subfamilia Cassidulininae, de la familia Cassidulinidae, de la superfamilia Cassidulinoidea, del suborden Buliminina y del orden Buliminida. Su especie tipo era Entrochus septatus. Su rango cronoestratigráfico abarcaba el Holoceno.

## Discusión
Clasificaciones previas incluían Cassandra en el suborden Rotaliina del orden Rotaliida.

## Clasificación
Cassandra incluía a la siguiente especie: 
- Entrochus septatus